# António Guterres
António Manuel de Oliveira Guterres (* 30. dubna 1949 Lisabon, Portugalsko) je portugalský a východotimorský politik, diplomat a současný 9. generální tajemník Organizace spojených národů. Do funkce nastoupil 1. ledna 2017, kdy vystřídal Pan Ki-Muna.

## Život
Guterres vystudoval fyziku a elektrotechniku na lisabonské polytechnice. V roce 1972 se stal členem socialistické strany a krátce nato profesionálním politikem. Po karafiátové revoluci v roce 1974 se stal jedním z představitelů strany a zastával nejrůznější funkce v portugalské politice. V roce 1992 se stal předsedou portugalské sociální demokracie a vůdcem opozice proti vládě Aníbal Cavaco Silvy. Tentýž rok se také stal místopředsedou Socialistické internacionály. V roce 1995 jeho strana vyhrála volby a Guterres se stal předsedou vlády, v roce 1999 byl v nových volbách ve funkci potvrzen. Zatímco jeho první funkční období bylo úspěšné, zemi se ekonomicky dařilo, v pozdějším období se objevily vnitropolitické i ekonomické problémy, a proto 2002 po prohraných komunálních volbách Guterres se slovy „Odstupuji, abych tím zemi uchránil od propadu do politických bažin“ rezignoval. V letech 1999–2005 působil jako předseda Socialistické internacionály. 
V květnu 2005 byl ustanoven Vysokým komisařem OSN pro uprchlíky. Guterres se stal generálním tajemníkem OSN 1. ledna 2017, po jeho formálním zvolení Valným shromážděním OSN dne 13. října 2016. Rozhodnutím Rady bezpečnosti OSN byl 8. června 2021 znovu zvolen pro další pětileté období, počínaje 1. lednem 2022.

## Vyznamenání
- velkokříž Řádu Jižního kříže – Brazílie, 23. července 1996[4]
- velkokříž Řádu za zásluhy Polské republiky – Polsko, 22. září 1997[5]
- velkodůstojník Řádu uruguayské východní republiky – Uruguay, 10. prosince 1998[4]
- velkokříž Řádu aztéckého orla – Mexiko, 2. července 1999[4]
- velkokříž Řádu cti – Řecko17. března 2000[4]
- velkokříž Řádu Karla III. – Španělsko, 8. září 2000[6]
- velkokříž Řádu Leopoldova – Belgie, 9. října 2000[4]
- Řád Amílcara Cabrala I. třídy – Kapverdy, 27. dubna 2001[4]
- velkokříž Řádu za zásluhy – Chile, 30. září 2001[4]
- velkokříž Řádu zásluh o Italskou republiku – Itálie, 3. prosince 2001[7]
- velkokříž s řetězem Řádu Jižního kříže – Brazílie, 2002
- velkokříž Národního řádu za zásluhy – Francie, 4. února 2002[4]
- Řád vycházejícího slunce I. třídy – Japonsko, 4. dubna 2002[4]
- velkostuha Řádu republiky – Tunisko, 4. dubna 2002[4]
- Řád knížete Jaroslava Moudrého I. třídy – Ukrajina, 4. dubna 2002
- velkokříž Řádu Kristova – Portugalsko, 9. června 2002[8]
- velkokříž s řetězem Řádu Isabely Katolické – Španělsko, 14. června 2002[9]
- velkokříž Řádu svobody – Portugalsko, 2. února 2016[8]